# Alkaloides
 (juillet 2024).
Alkaloides est un groupe équatorien de garage rock, originaire de Quito. Il est formé en 2010 par Carlos Espinoza (chant, guitare) et Nicolás Meneses (batterie) alors qu'ils étudiaient la psychologie à l'université.

## Histoire
Carlos et Nicolás se rencontrent à l'université, leurs intérêts musicaux les rapprochent et ils commencent à faire leurs premières répétitions dans la chambre de Carlos. Plus tard, Leonardo Morales à la guitare et José Virgelina à la basse rejoignent le groupe. En 2011, ils sortent leur premier EP La sombra fuera del espacio.
En 2012, ils deviennent l'une des icônes de la scène indépendante équatorienne en se produisent dans plusieurs festivals nationaux importants comme le Quito Fest. En 2014, ils sortent leur premier album studio éponyme Alkaloides qui sera un succès national immédiat, et ils commencent à avoir leur première base de fans. L'album est également l'une des premières œuvres équatoriennes à être publiée sur Spotify.
En 2016, pour diverses raisons, le groupe fait une pause indéfinie et revient en 2019 avec de nouveaux morceaux et deux nouveaux membres, Mateo Castillo à la guitare et Mateo del Pozo à la basse. Ritual, Olón et Ojeras sont des chansons qui sortent avant l'album, et finalement en juin 2021 Astral dopamina sortira, qui en plus d'être leur retour triomphal après 7 ans sans sortir d'album, introduira de nouveaux sons au groupe,.
Le 23 novembre 2021, sur leur page Facebook, ils annoncent le décès de Mateo Castillo, fermant ainsi spontanément la nouvelle étape du groupe. À l'été 2023, le groupe se reforme pour une tournée de trois dates consécutives dans le pays, avec en point d'orgue un concert à Quito avec le groupe équatorien Da Pawn.

## Membres

### Membres actuels
- Carlos Espinosa - voix, guitare électrique (depuis 2010)
- Nicolás Meneses - batterie (depuis 2010)
- Mateo del Pozo - basse (depuis 2018)

### Anciens membres
- Leonardo Morales - guitare électrique (2010-2016)
- José Vergelin - basse (2010-2016)
- Mateo Castillo - guitare électrique (2016-2021, décédé en 2021)

## Discographie

### Albums studio
- 2014 : Alkaloides
- 2021 : Astral Dopamina

### EP
- 2011 : La sombra fuera del espacio